# PLATO
|  | Per a altres significats, vegeu «PLATO (desambiguació)». |

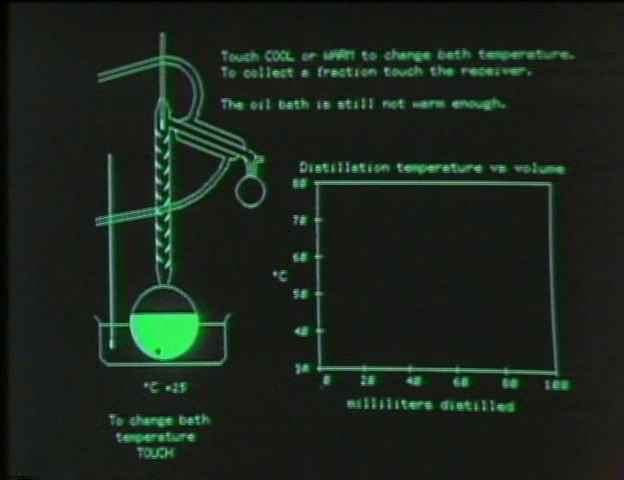

PLATO (Programmed Logic for Automatic Teaching Operations, i també nom en llengua anglesa del filòsof grec del segle iii aC) va ser el primer sistema de gran difusió d'ensenyament assistit per ordinador (EAO). A l'inici dels anys 1960 varen instal·lar el programari inicial en l'ordinador ILLIAC 1 de la Universitat d'Illinois als EUA i a finals de la dècada del 70 hi havia uns quants milers de terminals gràfics pel món que eren connectats a les xarxes d'una desena de grans ordinadors. Molts dels conceptes actuals de l'ús multi-usuari d'ordinadors varen ser desenvolupats en el sistema PLATO, incloent fòrums, missatgeria, comprovacions en línia, correu electrònic, "xats", llenguatges per gràfics, accés remot compartit a pantalles i jocs amb concurrència d'actors, pantalles tàctils, etc.
A l'inici, PLATO va ser desenvolupat a la Universitat d'Illinois i va estar en funcionament durant 40 anys oferint cursos de formació a universitats, escoles i centres de formació no acadèmica. L'empresa de Minnesota (EUA) Control Data Corp. va adquirir el sistema PLATO i el va integrar en la seva oferta de productes, el principal dels quals eren els seus ordinadors "main-frame" CDC CYBER. El president de Control Data, William Norris, va comprovar les dificultats comercials en la venda d'aquest producte tot i que en determinats mercats va tenir una forta implantació que va durar fins a 2006, any en què va abandonar el mercat. La mateixa empresa Control Data també va abandonar-lo.

## Antecedents i gènesis
Al final de la dècada dels anys 50 als EUA ja es feien estudis i projectes universitaris sobre l'ús d'ordinadors per la instrucció. La Universitat de Pennsilvània en va fer una conferència sobre els projectes de les forces aèries dels EUA l'any 1958.
Als volts de 1959, a la Universitat d'Illinois es varen proposar de fer uns treballs d'estudi sobre el tema dels ordinadors en l'ensenyança, agrupant experts en ciències, enginyeries, psicologia, matemàtiques i administradors. Després d'unes quantes setmanes de reunions no varen arribar a cap acord per un disseny inicial de cap sistema i es va demanar a Donald Bitzer que prengués el relleu per fer un esbós d'un sistema, ja que havia demostrat tenir interès en l'ensenyament amb ordinador.
Bitzer, que es considera ser el "pare" de PLATO, sabia que l'ensenyament amb ordinador havia d'incloure els gràfics de qualitat per tenir èxit. A 1960, es va presentar la primera versió del sistema PLATO, en execució sobre l'ordinador ILLIAC 1, amb un monitor de televisió com pantalla i un teclat especial fet a mida per interaccionar-hi. En aquells temps era habitual una velocitat de transmissió de 10 bits per segon. Actualment (any 2014) els 10 MBps de velocitat que tenim en connexions telefòniques domèstiques és 8 milions de vegades més ràpida.
Entre 1963 i 1969 es creà un programa que permetia generar mòduls didàctics sense necessitat de ser programador informàtic. El sistema PLATO va ser translla a ordinadors Control Data, ja que el president de dita empresa, William Norris, tenia molt d'interès en l'ensenyament i va cedir un ordinador a l'equip de Bitzer. El sistema ja permetia la concurrència de mòduls i terminals d'usuari.

## Finançament i desenvolupament
El desenvolupament de PLATO es finançava amb fons facilitats pels exèrcits (terra-mar-aire) dels EUA i a 1967 es va decidir ampliar l'aplicabilitat del sistema en un àmbit general, per dirigir-lo a qualsevol objecte d'aprenentatge i el finançament va passar al National Science Foundation. Bitzer va poder crear el Computer-based Education Research Laboratory (CERL)] a la universitat.
L'any 1972 PLATO ja era a la seva quarta versió PLATO IV. Els terminals presentaven gràfics en bitmap i la pantalla permetia una interacció al tacte dels alumnes per contestar les preguntes que els feia el sistema.
També era possible connectar dispositius perifèrics, com sintetitzadors de veu/música i dispositius de gestió del so per l'aprenentatge musical i la interacció acústica amb el sistema.
Amb l'aparició dels microprocessadors, els terminals podien executar més tasques sense haver d'estar "en-línia" amb un gran ordinador constantment. Tot i això els terminals eren molt cars (uns 1.200 dòlars EUA de l'època) i l'entrega de cursos estaba disponible en universitats, escoles tècniques i en l'àmbit militar per entrenament de pilots d'aviació amb programes de simulació d'ordinador.

## Estructura
Al mateix temps que els costos d'ús dels ordinadors baixava, l'aplicació del programa, s'estenia en altres objectius didàctics i ampliava les tècniques d'ensenyament i d'avaluació, que el feien indicat per altres camps de l'ensenyament, no únicament en tècniques d'entrenament. Les tècniques que permetia aquest programa Plato eren la "simulació de situacions", "l'entrenament-pràctiques", i la "Transmissió de coneixements" que són tres àrees o sistemes en l'ensenyança.
Dels tres sistemes didàctics esmentats, un era enfocat a l'entrenament (per exemple, l'operatòria d'una màquina, el pilotatge d'un avió, el tocar un instrument musical, etc.) Una altra àrea se centrava en la pura transmissió (lectura en pantalla, sessions d'àudio, etc.) Una altra àrea se centrava en simulació de situacions o estudi de casos, (es presenten en pantalla el text de diverses situacions, una de les quals l'estudiant ha de triar i que el porten a una nova situació amb altres sortides, etc.) El disseny d'un mòdul de simulació de situacions comporta una gran complexitat, però pot ser altament eficaç per l'ensenyament i per avaluar el rendiment.
Per a avaluar la progressió de l'ensenyament objectiu, el programari permetia crear un mòdul específic de control de l'adquisició de coneixements, i després de tenir suficients resultats significatius, corregir i/o adaptar el mòdul de l'avaluació.
En tots tres sistemes, l'estudiant seguia el seu propi itinerari, previst pels autors de cada unitat didàctica, i l'ordinador enregistrava el temps usat per l'estudiant, les correccions que feia, les repeticions, etc. per avaluar-ne el progrés. Quant en una unitat didàctica s'havien fet suficients avaluacions, s'examinava l'adequació de les preguntes, permetent rectificar-les, de manera que els resultats tinguessin el màxim de sentit respecte l'objectiu pedagògic.

## Finalització
La distribució comercial del programa Plato es va acabar l'any 2006. Comercialment va ser un fracàs que va comprometre al CERL i a Control Data. A part dels EUA, on PLATO va tenir la major implantació, també és a distingir Sud-àfrica, en formació de tècniques industrials i per entrenament de treballadors nadius. A Espanya va tenir una difusió mínima i tan sols va ser usat en alguna entitat bancària per la formació d'empleats en l'ús dels nous terminals. En l'àmbit acadèmic fou percebut desfavorablement respecte a l'ensenyament presencial tradicional. La implantació d'un sistema com PLATO només era plausible en la creació de mòduls didàctics que pel seu cost requerien un gran volum de distribució, amb molts terminals o micro-ordinadors en xarxes o totalment autònoms, segons la versió de PLATO.
L'aparició al mercat de nous dispositius com PCs cada cop més barats, el video/CDs, Internet i altres multimèdia va condemnar PLATO a desaparèixer.
La creació de mòduls didàctics de qualitat amb el sistema PLATO, tot i que tècnicament no era complex, sí que requeria coneixements profunds en qui els generava: sobre pedagogia, sobre la matèria a ensenyar, grafismes, comunicació, estadística per depurar els mòduls d'avaluació, gestió de projectes, etc. Aquestes dificultats, juntament amb l'aparició d'altres sistemes (vídeo, Internet, TV) i maquinaris, els costs dels ordinadors personals i la pobre acceptació que va tenir en el món educatiu, varen determinar la poca incidència de Plato en l'ensenyament a Espanya.